# Liste von Bergen und Erhebungen in Sierra Leone
Diese Liste enthält eine Auswahl der höchsten und bekanntesten Berge und Erhebungen in Sierra Leone. Der Großteil der Berge befindet sich im Osten sowie äußersten Westen Sierra Leones.

## Liste
| Berg                   | Höhe             | Gebirge        | Region   | Bemerkung                                                             |
| ---------------------- | ---------------- | -------------- | -------- | --------------------------------------------------------------------- |
| Bintumani (Loma Mansa) | 1945 m (1940 m?) | Loma Mountains | Northern | höchste Erhebung des Landes höchste Erhebung in der Northern Province |
| Sankan Biriwa          | 1853 m           | Tingi Hills    | Eastern  | höchste Erhebung in der Eastern Province                              |
| Kundukonko             | 1492 m           | ?              | Northern |                                                                       |
| Furankoki              | 1378 m           | ?              | Northern |                                                                       |
| Perankonko             | 1055 m           | ?              | Northern |                                                                       |
| Basna                  | 1046 m           | ?              | Eastern  |                                                                       |
| Kindula                | 920 m            | ?              | Northern |                                                                       |
| Picket                 | 888 m            | Löwenberge     | Western  | höchste Erhebung in der Western Area                                  |
| Sugar Loaf             | 735 m            | Löwenberge     | Western  |                                                                       |
| Mount Horton           | 694 m            | Löwenberge     | Western  |                                                                       |
| …                      | …                | …              | …        | …                                                                     |
| Leicester Peak         | 564 m            |                | Western  |                                                                       |
| …                      | …                | …              | …        | …                                                                     |
| Gpoyiyi                | 355 m            | ?              | Southern | höchste Erhebung in der Southern Province                             |

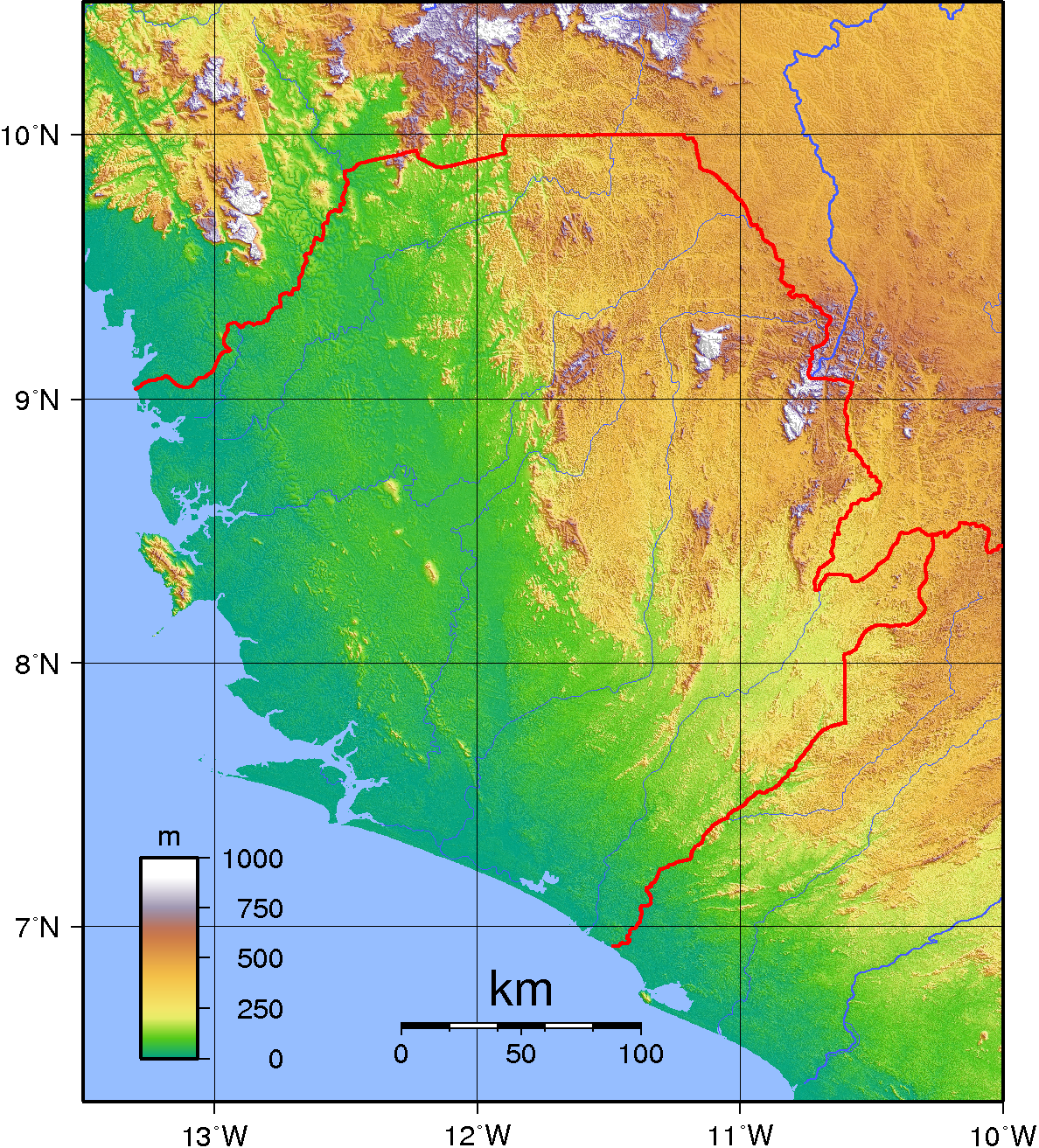
Topographische Karte Sierra Leones

Quelle: Statistisches Jahrbuch Sierra Leone 2005/2006